# نهر ديجو
نهر ديجو هو رافد فرعي لنهر براهمابوترا في ولاية آسام الهندية.

## جغرافيا
ينبع نهر ديجو من تلال منطقة كاربي انجلونج ويتدفق عبر منطقة ناجوان. يلتقي نهر ديجو بنهر كولونغ بالقرب من قرية أموني في منطقة ناجوان. يستقبل نهر كولونغ المياه من نهر ديجو، ويصبح أكبر ويقابل أخيرًا نهر براهمابوتر.